# Yagoebuma
Yagoebuma (Jawabuma) ist ein Ort in der Provinz Litoral in Äquatorialguinea.

## Geographie
Der Ort liegt an der Küste, nur wenig südlich von Mbini.

## Klima
Nach dem Köppen-Geiger-System zeichnet sich Yagoebuma durch ein tropisches Klima mit der Kurzbezeichnung Am aus.